# Мельник, Олег Эдуардович
Олег Эдуардович Мельник (род. 1964) — российский учёный, специалист в области механики многофазных сред, механики природных процессов, вулканолог, член-корреспондент РАН (2006).

## Биография
Родился 24 декабря 1964 года в Москве.
В 1987 году — с красным дипломом окончил отделение механики механико-математического факультета МГУ, после чего учился там же в очной аспирантуре на кафедре гидромеханики.
В 1992 году — защитил кандидатскую диссертацию, тема: «Многофазные эффекты в динамике вулканического извержения».
В 2002 году — защитил докторскую диссертацию, тема: «Гидродинамика вулканических извержений сильновязких газонасыщенных магм».
С 1990 года по настоящее время работает в Институте Механики МГУ, где прошел путь от младшего научного сотрудника до заведующего лабораторией общей гидромеханики (с 2004 года).
С 2010 года — профессор кафедры гидромеханики механико-математического факультета МГУ (по совместительству).
В 2006 году — избран членом-корреспондентом РАН.

## Общественная позиция
В феврале 2022 года подписал открытое письмо российских учёных и научных журналистов с осуждением вторжения России на Украину и призывом вывести российские войска с украинской территории.

## Научная деятельность
Ведет исследования в областях: механика многофазных сред, механика природных процессов, вулканология.
Участие в научно-организационной деятельности:
- член Совета Российского фонда фундаментальных исследований (2008—2016);
- член редколлегии журнала Journal of volcanology and Geothermal Research;
- член национального комитета по теоретической и прикладной механике;
- член Международной ассоциации вулканологии и химии недр Земли, IAVCEI;
- член совета по грантам Президента РФ для ведущих научных школ.

Под его руководством были защищены 4 кандидатские диссертации.
Читает спецкурс «Динамическая вулканология» для студентов и аспирантов геологического и механико-математического факультетов МГУ.